# Namiquipa
Namiquipa är en ort i Mexiko.   Den ligger i kommunen Namiquipa och delstaten Chihuahua, i den nordvästra delen av landet, 1 400 km nordväst om huvudstaden Mexico City. Namiquipa ligger 1 837 meter över havet och antalet invånare är 1 752.
Terrängen runt Namiquipa är platt österut, men västerut är den kuperad. Runt Namiquipa är det mycket glesbefolkat, med 6 invånare per kvadratkilometer. Namiquipa är det största samhället i trakten. Omgivningarna runt Namiquipa är i huvudsak ett öppet busklandskap.